# Carpathonesticus parvus
Carpathonesticus parvus es una especie de araña araneomorfa del género Carpathonesticus, familia Nesticidae. Fue descrita científicamente por Kulczyński en 1914.
Se distribuye por Bosnia y Herzegovina. El prosoma del macho mide aproximadamente 0,87 milímetros de longitud y el de la hembra 0,75-0,9 milímetros.